# Афанасьев, Владимир Петрович
Влади́мир Петро́вич Афана́сьев (род. 8 апреля 1968, Именево, Чувашская АССР) — российский легкоатлет, специалист по бегу на длинные дистанции и кроссу. Выступал на профессиональном уровне в 1992—2003 годах, многократный призёр первенств всероссийского значения, участник ряда крупных международных стартов. Представлял Чувашию. Мастер спорта России международного класса.

## Биография
Владимир Афанасьев родился 8 апреля 1968 года в деревне Именево Батыревского района Чувашской АССР.
Занимался лёгкой атлетикой в батыревской Детско-юношеской спортивной школе, окончил Чебоксарское среднее специальное училище олимпийского резерва. Неоднократно побеждал на первенствах Чувашии, становился призёром всероссийских и всесоюзных первенств. В 1990 году выполнил норматив мастера спорта СССР.
С начала 1990-х годов успешно выступал на различных коммерческих шоссейных стартах в Европе и США.
В 1993 году за выдающиеся спортивные достижения удостоен почётного звания «Мастер спорта России международного класса».
В 1994 году выиграл серебряную медаль в дисциплине 10 км на открытом чемпионате России по бегу по шоссе в Адлере. В составе российской сборной стартовал на чемпионате мира по кроссу в Будапеште, занял итоговое 98-е место.
В 1995 году получил серебро на дистанции 12 км на открытом чемпионате России по кроссу в Кисловодске и на дистанции 10 км на открытом чемпионате России по бегу по шоссе в Адлере. Принимал участие в кроссовом чемпионате мира в Дареме, показал на финише 151-й результат.
В 1996 году с личным рекордом 1:03:28 финишировал вторым на полумарафоне в Санкт-Петербурге, отметился выступлением на чемпионате мира по полумарафону в Пальме, где с результатом 1:05:37 занял 48-е место.
В 1998 году среди прочего завоевал серебряную награду в дисциплине 10 000 метров на чемпионате России в Москве.
В 1999 году на полумарафоне в Москве показал время 1:04:26, став третьим.
В 2000 году на чемпионате России в Туле установил свой личный рекорд в беге на 10 000 метров (29:16.84), но в число призёров не попал.
На чемпионате России 2001 года в Туле установил личный рекорд в беге на 5000 метров — 14:03.40.
В 2002 году бежал 3000 метров на зимнем чемпионате России в Волгограде.
В 2003 году с результатом 1:06:37 занял шестое место на полумарафоне в Москве и на этом завершил спортивную карьеру.